# くま型巡視船
くま型巡視船（英語: Kuma-class patrol vessel）は、海上保安庁が運用していた巡視船の船級。分類上はPS型、公称船型は270トン型。

## 来歴
1948年5月1日、連合国軍占領下の日本において洋上警備・救難および交通の維持を担当する文民組織として海上保安庁が設立された。設立当初の海上保安庁が有する船艇は、いずれも第二次世界大戦の生き残りや戦時中に急造されたものであり、戦後の整備不十分もあり、業務遂行上の態勢が整っているとは言いがたい状況だった。
創設翌年の昭和24年（1949年）度より海上保安庁用の船艇の新造が開始され、同年度予算では、巡視船としては700トン型2隻と450トン型3隻が建造された。海上保安庁としては勢力不十分だった大・中型巡視船（PL・PM）の整備に重点を置く方針で、昭和25年（1950年）度では、大蔵省の査定の段階では700トン型2隻と450トン型6隻に加えて1,200トン型1隻が盛り込まれていた。しかしこの頃には24年度計画の各船が相次いで進水して艤装に入っていたが、その状況を踏まえて、1949年12月、連合国軍最高司令官総司令部 (GHQ/SCAP) より、450トン型の配備が困難な基地への配備を想定して、アメリカ沿岸警備隊のアクティブ級カッターをタイプシップとした小型巡視船を建造するよう指示があった。これに基づいて建造されたのが本型である。
GHQの勧告では、アクティブ級をそのまま引き写したような240トン型とされており、まず浦賀船渠によって検討が進められた。しかし1950年2月の海上保安庁船舶設計審議会において、このような小型船で、日本近海の海況のなかで警備救難の任を果たしうるか疑義が呈されたことから、更に検討が重ねられ、最終的に、わずかに船型を拡大した270トン型として建造されることになった。

## 設計

### 船体
船型は平甲板型、構造様式は当時珍しい全溶接式である。上記のような経緯もあって短期間で入札仕様書を完成させなければならなかったため、その後の詳細設計の段階においてかなりの変更を行う必要が生じた。
270トンと小型ながらも450トン型と同様の業務を遂行することから、船首のシアを強くして凌波性の向上を図る一方、科員寝台をキャンバス張りパイプ式として軽量化を図るなど、居住性などを犠牲にしてでも堪航性の確保に務めたが、十分ではなかった。2番船「ふじ」では、重量軽減・重心降下のため、上部構造物などにアルミニウム合金の導入が試みられた。なお本型の建造においては、450トン型の三井玉野建造船と同様に治具を活用したブロック溶接方式が採用されたが、薄板の溶接のため、建造所は非常な苦労をしたといわれている。
1950年6月の朝鮮戦争勃発を受けてGHQ/SCAP側の意思に変化があり、日本の海上防衛機構が具体化していないことを踏まえて、巡視船を軍艦に準じて運用することが考慮されるようになった。本型でも防火対策の徹底と応急用機材、兵装関係の重量が考慮されたが、これらは一般的な警備救難業務とは異質なものであり、居住性を更に低下させる一因ともなった。竣工後、サーモタンク方式による居室の暖房や防滴工事など、逐次に居住性の改善策が講じられたものの、十分なものではなかった。
昭和25年度第2次追加計画で建造された「のしろ」以降の船では、船橋構造物・後部甲板室を拡張するとともに居住区の変更・改善が図られており、搭載艇の位置も、船尾甲板から機関ケーシングの両脇に変更された。このため、これらの船を特にのしろ型として区別することもある。

### 機関
機関部重量も軽減の必要があったが、高回転の主機では曳航能力に乏しく救難用として不適であるため、安定した使用実績をもつ600回転・400馬力の4サイクル中速ディーゼルエンジンとして、溶接架構のSHB型を一部改造の上で採用した。溶接架構の採用は戦後初めてのことであった。ただし追加建造分では、完成期の関係もあり、鋳鉄架構のMSD型も一部で採用された。
発電機原動機は、保守および振動などを考慮して600回転・3気筒のものが採用された。追加建造分では750回転に回転数を上げたものが導入されたが、船内据付後回転数の変動制御不十分のために改造を施す必要を生じた。船型が小さく機関室も狭いことから、発電機電圧は安全上有利な直流100ボルトを採用、主配電盤もデッドフロント型として安全性を確保している。
当時は燃料の質が悪いという条件があり、機関の起動性と燃料の条件を良好に保つよう配慮する必要があったことから、小型船であるにもかかわらず、700トン型や450トン型と同様に補助ボイラーを搭載し、電熱器の使用とあわせて、暖機用タンクによる冷却水の加熱、燃料及び潤滑油用諸タンクならびに管系の加熱を行うように配慮されている。
なお操舵装置は電動手動式とされた。

## 装備
本型はレーダーを搭載するものとして設計・建造された。ただしマッカーサー書簡による追加建造分については、大量に建造されたために在庫切れとなり、就役時には搭載せず後日装備となった船も少なくなかった。
武装としては、60口径40mm単装機関砲を後日装備した。ただし一部の船では、後に20mm単装機関砲に換装した。
短艇装備はもっともアクティブ級らしさを残したところで、後甲板両舷に各1隻の船外機付6メートル・カッターがラジアル型ダビットとともに搭載されており、また就役後にカッターは救命艇 (サーフボート) へ搭載替された。このダビットが空中線展張用の支柱を兼ねるという工夫もあったが、後に三脚式後檣が新設されると、前檣からの空中線はこちらに向けて張られるようになった。またこの前後には救命艇のうち1隻が撤去されてコンテナ入りの膨張式救命いかだに換装、もう1隻は煙突の右舷に移設されてクレセント型のボート・ダビットが新設されたほか、高速機動艇が追加搭載された。

## 同型船一覧
| 計画年度           | #             | 船名       | 建造所              | 竣工            | 解役            |
| ------------------ | ------------- | ---------- | ------------------- | --------------- | --------------- |
| 昭和25年           | PS-62 → PS-01 | くま       | 日本鋼管 鶴見工場   | 1951年 3月24日  | 1974年 1月26日  |
| 昭和25年           | PS-63 → PS-02 | ふじ       | 日本鋼管 鶴見工場   | 1951年 3月27日  | 1975年 1月11日  |
| 昭和25年           | PS-64 → PS-03 | てんりゅう | 日本鋼管 鶴見工場   | 1951年 3月31日  | 1976年 2月14日  |
| 昭和25年 第1次追加 | PS-65 → PS-04 | いすず     | 日本鋼管 鶴見工場   | 1951年 6月22日  | 1976年 1月19日  |
| 昭和25年 第1次追加 | PS-66 → PS-05 | いしかり   | 日本鋼管 鶴見工場   | 1951年 7月21日  | 1976年 11月8日  |
| 昭和25年 第1次追加 | PS-67 → PS-06 | さがみ     | 日本鋼管 鶴見工場   | 1951年 7月14日  | 1976年 11月8日  |
| 昭和25年 第1次追加 | PS-68 → PS-07 | おおよど   | 住友重工 浦賀工場   | 1951年 8月6日   | 1976年 1月9日   |
| 昭和25年 第1次追加 | PS-69 → PS-08 | くずりゆう | 住友重工 浦賀工場   | 1951年 8月31日  | 1976年 2月19日  |
| 昭和25年 第1次追加 | PS-70 → PS-09 | あぶくま   | 住友重工 浦賀工場   | 1951年 9月17日  | 1976年 1月5日   |
| 昭和25年 第1次追加 | PS-71 → PS-10 | きくち     | 石川島重工          | 1951年 8月30日  | 1976年 2月9日   |
| 昭和25年 第1次追加 | PS-72 → PS-11 | もがみ     | 石川島重工          | 1951年 9月28日  | 1978年 1月19日  |
| 昭和25年 第1次追加 | PS-73 → PS-12 | よしの     | 石川島重工          | 1951年 10月25日 | 1977年 1月6日   |
| 昭和25年 第2次追加 | PS-74 → PS-13 | のしろ     | 三菱重工 下関造船所 | 1951年 11月15日 | 1976年 12月25日 |
| 昭和25年 第2次追加 | PS-75 → PS-14 | きそ       | 三菱重工 下関造船所 | 1951年 11月30日 | 1977年 1月24日  |
| 昭和25年 第2次追加 | PS-76 → PS-15 | しなの     | 三菱重工 下関造船所 | 1951年 12月23日 | 1978年 2月1日   |
| 昭和25年 第2次追加 | PS-77 → PS-16 | ちくご     | 三菱重工 下関造船所 | 1952年 1月25日  | 1978年 1月5日   |
| 昭和25年 第2次追加 | PS-78 → PS-17 | くまの     | 三菱重工 下関造船所 | 1952年 2月12日  | 1978年 2月22日  |
| 昭和26年           | PS-79 → PS-18 | ながら     | 日本鋼管 清水製作所 | 1952年 3月12日  | 1977年 3月2日   |
| 昭和26年           | PS-80 → PS-19 | とね       | 日本鋼管 清水製作所 | 1952年 3月28日  | 1976年 11月6日  |
| 昭和26年           | PS-81 → PS-20 | きたかみ   | 日本鋼管 清水製作所 | 1952年 3月31日  | 1978年 1月4日   |

## 登場作品
『宇宙人東京に現わる』
造船所で臨時ニュースを聞く工員たちの奥に、建造中のPS-12「よしの」が映り込んでいる。